# Basílica Ulpia

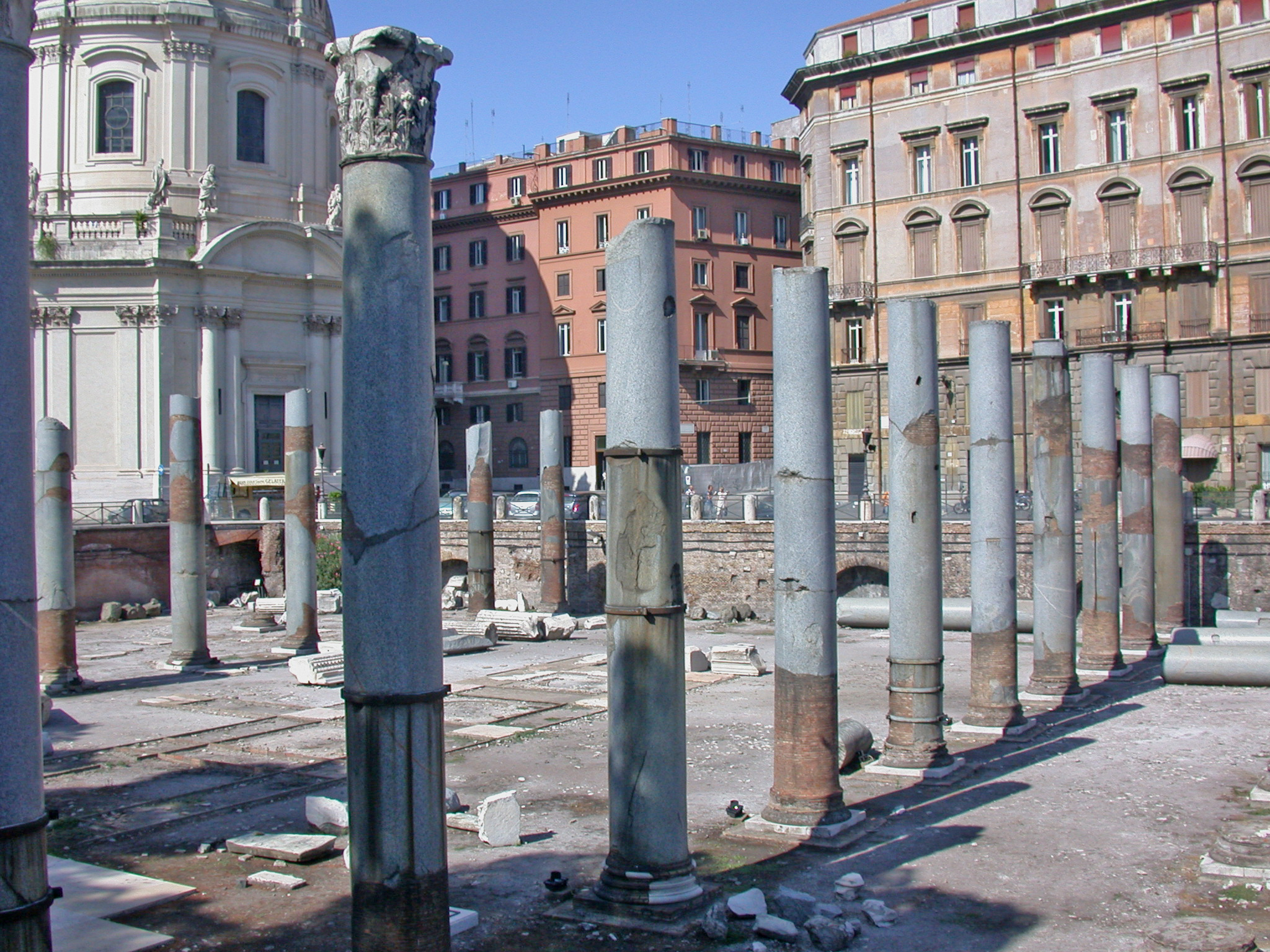
Restos de la basílica Ulpia en Roma.

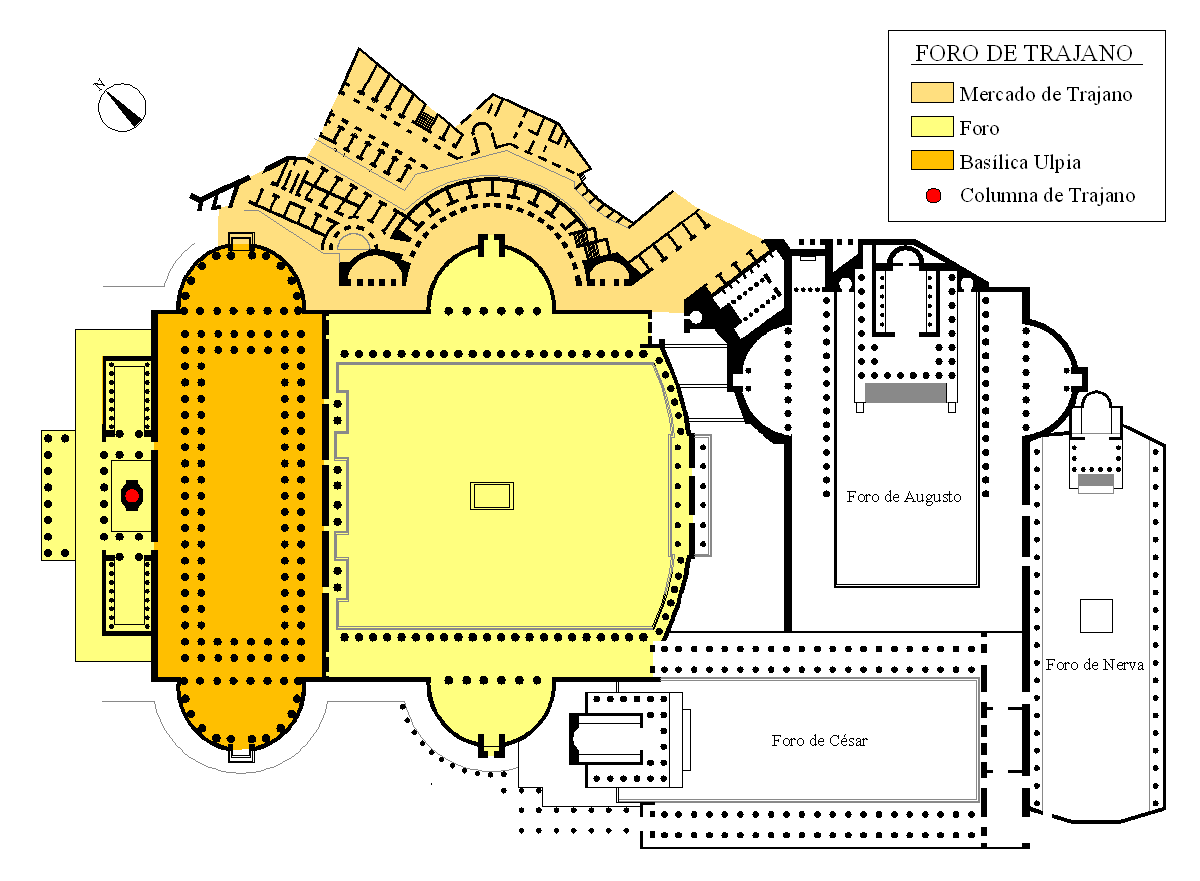
Planta del foro de Trajano con la basílica en amarillo anaranjado y la columna en rojo.

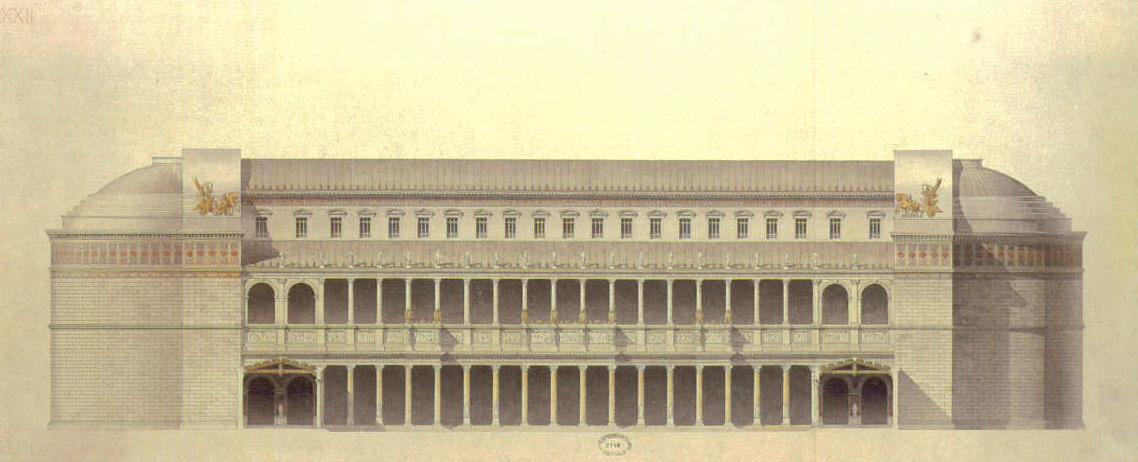
Reconstrucción de la basílica (1867).

La basílica Ulpia (c. 98-112) fue un antiguo edificio cívico romano ubicado en el foro de Trajano, en el centro de Roma. La basílica separa el templo del patio principal en el foro con la columna de Trajano al noroeste. Toma su nombre de la dinastía del emperador Trajano, cuyo nombre completo era Marco Ulpio Trajano.

## Historia
Se convirtió quizás en la basílica más importante después de las más antiguas basílicas Emilia y Julia. Con su construcción, gran parte de la vida política se trasladó del foro Romano al foro de Trajano. Permaneció así hasta la construcción de la basílica de Majencio y Constantino.
Obra del arquitecto helenístico Apolodoro de Damasco, era una basílica de enormes dimensiones, la más grande de Roma con 117 por 55 metros, de cinco naves, con dos ábsides contrapuestos. Cerraba el lado noroccidental del complejo, siendo el edificio más grande del mismo.
Era un edificio administrativo, que se utilizaba para la administración de la justicia y el comercio. Más tarde, el nombre de basílica quedó luego unido indefectiblemente a la religión cristiana, convirtiendo los modelos arquitectónicos romanos de la basílica en la construcción de  iglesias.
Fue saqueada en la Edad Media: sus mármoles fueron arrancados para construir las iglesias y las casas que luego se erigieron encima. Hoy se halla enterrada casi en su totalidad.